# Campephilus
Genre
Le genre Campephilus regroupe des oiseaux américains appartenant à la famille des Picidae.

## Liste des espèces
D'après la classification de référence (version 14.1, 2024) du Congrès ornithologique international (ordre phylogénique), ce genre est représenté par 11 espèces :
- Campephilus pollens – Pic puissant
- Campephilus splendens – Pic resplandissant
- Campephilus haematogaster – Pic superbe
- Campephilus rubricollis – Pic à cou rouge
- Campephilus robustus – Pic robuste
- Campephilus melanoleucos – Pic de Malherbe
- Campephilus guatemalensis – Pic à bec clair
- Campephilus gayaquilensis – Pic de Guayaquil
- Campephilus leucopogon – Pic à dos crème
- Campephilus magellanicus – Pic de Magellan
- Campephilus principalis – Pic à bec ivoire
- Campephilus imperialis – Pic impérial